# Izumi Seiichi
Izumi Seiichi (japanisch 泉 靖一; geboren 3. Juni 1915 in Tōkyō; gestorben 15. November 1970 ebenda) war ein japanischer Anthropologe, forschend tätig in Nordostasien und in Peru.

## Leben und Wirken
Izumi Seiichi studierte soziale Anthropologie an der Keijō-Universität im damals japanischen Korea. Während er an der Universität lehrte, begann er mit anthropologischer Feldarbeit in Korea und anderen Gebieten von Nordostasien. Sein besonderes Interesse galt der Kultur auf der koreanischen Insel Jeju südlich vom Festland.
1951 wurde Izumi Professor an der Universität Tōkyō. Zusammen mit Ishida Eiichirō gelang es ihm, Kurse für Kulturelle Anthropologie (文化人類学講座, Bunka jinruigaku koza) durchzuführen. In seinen späteren Jahren beschäftigte Izumi sich mit der alten Anden-Kultur. Er organisierte große Expeditionen nach Peru, und seine Ausgrabungen der vorkolumbischen Stätte Kotosh in der Nähe der Stadt Huánuco erhielten weltweite Anerkennung. Peru verlieh ihm dafür den Kulturorden.
Izumi publizierte neben Arbeiten in englischer Sprache „Amazon“ (アマゾン) im Jahr 1954, „Das Inka-Kaiserreich“ (インカ帝国, Inka teikoku) 1959, „Die Vorfahren der Inka“ (インカの祖先たち, Inka no sōsentachi) 1962, für das er im selben Jahr den Mainichi-Kulturpreis erhielt, „Jejudo“ (済州島) 1966 und anderes. Seine Arbeiten wurden 1971 bis 1972 zusammengefasst in „Izumi Seiichi chosakushū“ (泉靖一著作集).